# Radu Voina
Radu Voina (ur. 29 lipca 1950 w Șaeș) – rumuński piłkarz ręczny, medalista olimpijski.

## Życiorys
Trzykrotny uczestnik letnich igrzysk olimpijskich. Na igrzyskach w Monachium zagrał w pięciu spotkaniach, zdobywając brązowy medal olimpijski. Cztery lata później zagrał w pięciu meczach (5 bramek), tym razem zdobył srebrny krążek. Kolejny brązowy medal zdobył w 1980 w Moskwie, zagrał wtedy w czterech meczach (strzelił po jednej bramce w każdym spotkaniu).
W kadrze narodowej debiutował w 1968 roku. W 1974 wraz z kadrą zdobył mistrzostwo świata. Grał również na mistrzostwach świata w 1978 (7. miejsce) i w 1982 (5. miejsce).
W seniorskiej reprezentacji zagrał 243 spotkania, strzelając 458 goli. Wliczając spotkania we wszystkich kadrach Rumunii, reprezentował swój kraj w 269 spotkaniach (495 trafień).
Po zakończeniu kariery pełnił funkcję trenera klubowego oraz reprezentacyjnego, był bowiem selekcjonerem żeńskiej kadry Rumunii.